# Кетрін Іп
Кетрін Іп (нар. 17 вересня 1995) — колишня гонконгська тенісистка.
Найвищу одиночну позицію світового рейтингу — 662 місце досягла 4 листопада 2013, парну — 543 місце — 16 жовтня 2017 року.
Здобула 2 одиночні та 2 парні титули туру ITF.

## Фінали ITF

### Одиночний розряд: 3 (2–1)
| Легенда          |
| ---------------- |
| турніри $100,000 |
| турніри $75,000  |
| турніри $50,000  |
| турніри $25,000  |
| турніри $10,000  |

| Фінали за покриттям |
| ------------------- |
| Тверде (2–1)        |
| Ґрунт (0–0)         |
| Трава (0–0)         |
| Килим (0–0)         |

| Результат | Ранг | Дата           | Турнір              | Покриття | Суперниця      | Рахунок       |
| --------- | ---- | -------------- | ------------------- | -------- | -------------- | ------------- |
| Перемога  | 1.   | 1 грудня 2012  | ITF Колката, Індія  | Тверде   | Рішика Сункара | 2–6, 6–3, 6–3 |
| Перемога  | 2.   | 19 серпня 2013 | ITF Нью-Делі, Індія | Тверде   | Швета Рана     | 6–3, 6–3      |
| Поразка   | 3.   | 27 липня 2014  | ITF New Delhi       | Тверде   | Kim Da-bin     | 1–6, 3–6      |

### Парний розряд: 4 (2–2)
| Легенда          |
| ---------------- |
| турніри $100,000 |
| турніри $75,000  |
| турніри $50,000  |
| турніри $25,000  |
| турніри $15,000  |
| турніри $10,000  |

| Фінали за покриттям |
| ------------------- |
| Тверде (2–2)        |
| Ґрунт (0–0)         |
| Трава (0–0)         |
| Килим (0–0)         |

| Результат | Ранг | Дата           | Турнір                      | Покриття | Партнерка      | Суперниці                      | Рахунок  |
| --------- | ---- | -------------- | --------------------------- | -------- | -------------- | ------------------------------ | -------- |
| Поразка   | 1.   | 25 липня 2015  | ITF Гонконг, КНР S.A.R.     | Тверде   | Eudice Chong   | Чхой Чі Хі Lee So-ra           | 2–6, 2–6 |
| Перемога  | 1.   | 10 липня 2016  | ITF Кімчхон, Південна Корея | Тверде   | Джессі Ромп'єс | Kim Hae-sung Кім Мі Ок         | 6–3, 6–3 |
| Перемога  | 2.   | 15 липня 2016  | ITF Гонконг                 | Тверде   | Eudice Chong   | Александра Бозовіч Кейла Макфі | 6–2, 6–2 |
| Поразка   | 2.   | 24 червня 2017 | ITF Тайбей, Тайвань         | Тверде   | Eudice Chong   | Чжо Ісюань Чжо Їцзень          | 2–6, 3–6 |